# Neurigona lamprostethus
Neurigona lamprostethus är en tvåvingeart som först beskrevs av Philippi 1865.  Neurigona lamprostethus ingår i släktet Neurigona och familjen styltflugor. Inga underarter finns listade i Catalogue of Life.